# 宮平保
宮平 保（みやひら たもつ、1964年3月25日 - ）。沖縄県浦添市出身の中国武術家。
天行健中国武術館館長。外国人としては初となる中国の体育学院武術専攻（在籍は研究生部）を卒業した公認指導者でもある。また第11回アジア競技大会科学大会（1990　BEIJIN　ASIAN　GAMES　SCIENTIFIC　CONGRESS・中国北京で開催、世界24カ国より参加）に日本代表の一人として出席し、論文《中国武術和日本武道的淵源》を発表。
1984年に中国湖北省・武漢体育学院に5年間武術留学し、温敬銘教授、劉玉華教授より実技と理論の指導を受け、帰国後、空手の本場・沖縄の地を中心に1990年から中国武術を指導。
空手関係者、県内外、海外の武道、格闘技関係者（居合、フルコンタクトカラテetc.）との交流も多く、中国武術を指導する。

## 業績
- 1989年に中国湖北省の武漢体育学院を卒業。外国人としては初となる中国の体育学院武術専攻（在籍は研究生部）を卒業した中国国家公認の武術指導者である。
- 1990年に第11回北京アジア競技大会 科学大会(1990 BEIJIN ASIAN GAMES SCIENTIFIC CONGRESS) に論文が選出されて出席（世界24ヶ国より参加）。《中国武術と日本武道の源淵関係》を発表。

## 経歴

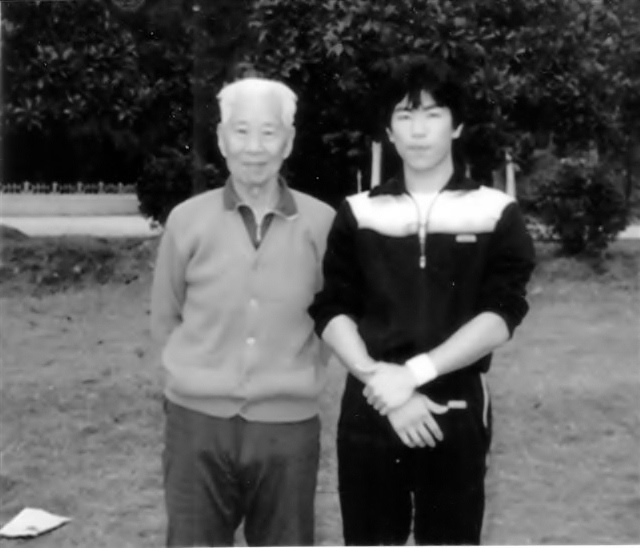
温 敬銘老師と宮平 保氏(中国武漢にて)

- 中国湖北省の武漢体育学院に五年間の武術留学。温 敬銘老師（南京中央国術館出身で1936年のベルリンオリンピックにて中国武術を披露。大槍、綿拳、銬手翻子拳の名人）、劉 玉華老師（同じく南京中央国術館出身。双刀、査拳で著名）に師事し、中国伝統の武術を学ぶ。また武漢在住の名師・張 克倹老師（翻子・劈掛・八極などの達人）や安 天栄老師（東北系八極拳・秘宗拳で著名）、呉 元貴老師（擒拿術）などからも指導を受ける。[2]
- 留学時は中国各地の民間伝統武術・梅花拳、形意拳、黒虎拳、温州南拳、通背拳、八極拳等数多くの武術家たちと技術交流を行なう。
- 1989年・武漢体育学院を卒業。同年、宋麗（元中国四川省武術隊選手。武術全国大会では1984年、86年、87年の三度、対練種目優勝）と結婚。[3]
- 1990年・第11回北京アジア競技大会 科学大会(1990 BEIJIN ASIAN GAMES SCIENTIFIC CONGRESS) に論文が選出されて出席（世界24ヶ国より参加）。《中国武術と日本武道の源淵関係》を発表。[4]
- 帰国後、沖縄県浦添市に天行健中国武術館を設立。[5]
- 地元の新聞・沖縄タイムス、琉球新報、沖縄テレビ、琉球放送、琉球朝日放送など番組やオキナワグラフ誌、浦添市広報誌の表紙を飾るなど様々なメディアで紹介される。[6][7][8][9][10][11][12][13]
- 1990年・日中武術親善交流演武大会にてゲストとして演武。
- 1991年・国際剛柔流空手道連盟主催(東恩納 盛男代表)の世界空手道選手権大会で中国武術の模範演武。
- 同年より上原 恒先生（沖縄空手剛柔流直心館・沖縄昭霊武術協会会長）の呼びかけにより‘武術研究会’が発足され、中国伝統武術を指導。その会には様々な空手流派の指導者を始め、県内外の選手たちも参加した。
- 沖縄空手・古武道演武大会にて演武（沖縄コンベンションセンター）
- 太極拳や気功講座の講師を県や市からの依頼を受けて各地で開催。現在、浦添市の武術館総本部を中心に、県内の八十余ヶ所で教室を開催（2017年現在）。
- 1998年・国際剛柔流空手道連盟主催の世界武道祭で特別演武。
- 1999年・天行健中国武術館の第一回訪中武術親善交流を実施。楊式太極拳第五代伝人・林墨根老師一門、六合拳の陳義偉老師一門、心意六合拳の税康龍老師一門と交流。[14][15]
- 2000年・第二回訪中武術親善交流を実施。交流団体は飛龍精武学校や心意六合拳、六合拳など。その様子は地元瀘州市の新聞《瀘州日報》《信息報》《瀘州電視報》でも紹介される。[16][17]
- 九州・沖縄サミット《芸能の夕べ》にて門下生が演武。
- 2000年10月 天行健中国武術館創立10周年記念チャリティー演武大会を開催（浦添市民会館大ホール）。[18]
- 2001年、日本抜刀術連盟に招待され、中国武術の特別演武を行なう。
- 2003年、警察官を対象とした護身術指導を行なう（沖縄県警察署にて）。[19]
- 2003年・世界空手・古武道演武大会にて特別演武を行なう。
- 骨髄バンク推進活動チャリティー演武大会にて門下生たちが演武を行なう。

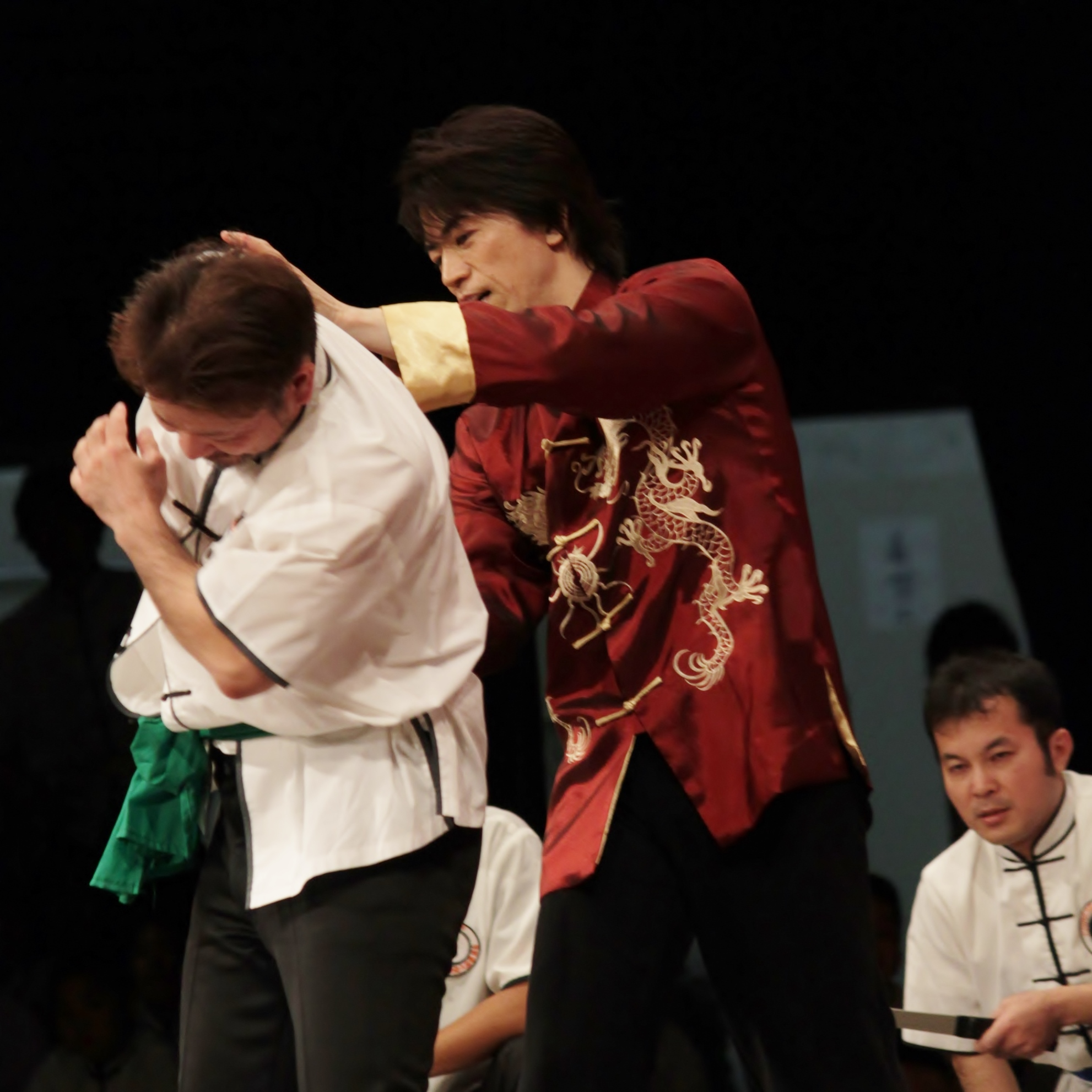
天行健中国武術館創立20周年記念チャリティー演武大会

- オーストラリア&ニュージーランドの武道誌《Martial-Arts》やフランスの武道誌《KARATE BUSHIDO》や中国の武術専門誌《中華武術》などで紹介される。とくに《中華武術》では武漢体育学院での修行時代から現在に至る活動が紹介された。[20][21][22]
- 2006年・中国福建省の集美大学体育学院院長・鄭旭旭氏が天行健中国武術館を訪問（鄭氏は同じ温敬銘門下で宮平の武漢時代の兄弟弟子）。沖縄剛柔流の上原恒氏の協力で「武術交流会」が行われた。交流会には県内空手団体の代表やトップクラスの選手が参加した。[23][24]
- 2007年・第三回訪中武術親善交流を実施。この時は約80名が参加。交流の様子は中国の報道番組、新聞でも紹介された。[25][26][27][28]
- AMDA(国際医療ボランティア組織・旧称・アジア医師連絡協議会)を通じて四川省大地震義援金の贈呈。AMDAより感謝状を受ける。[29]
- 経営者団体の依頼によりセミナーで「真に出来ること」のタイトルで講演を行なう。
- 2010年11月・天行健中国武術館創立20周年記念チャリティー演武大会を開催（浦添市てだこ大ホール）
- 2013年3月・天行健中国武術館の新館がオープン。オープン式典には多くの空手関係者が出席。[30]

## 主なTV番組出演
全国的な番組では
- 1994年 『平成教育委員会スペシャル』（フジテレビ）
- 1996年 『めざましテレビ』で「中国武術の達人」として紹介（フジテレビ）
- 2008年 『発見!人間力』　民間放送教育協会
- 地元沖縄の番組では『ホット愛ランドおきなわ』、『オリオンフレッシュサンデー・歴史とロマン』、『太陽カンカンワイド』（NHK沖縄放送局）、『今日もお昼前』、『OTVスーパーニュース』、『QABニュース』、『こだわってウチナー情報正月版』、『インタビュー番組・ウチナー地球村』、『ジョートーTV』他。

## 主な出版物
- 『天行健中国武術館教則DVD･vol.1太極拳篇』（2007年12月）。[31]
- 『天行健中国武術館教則DVD･vol.2武術篇』（2009年12月）
- 『宮平保師範　究める! これが武術だ　第一巻　基本技法編』 BABジャパン
- 『宮平保師範　究める! これが武術だ　第二巻　技法応用編』 BABジャパン
- 『GREAT JOURNEY OF KARATE 2』 東映
- 『GREAT JOURNEY OF KARATE 3』 東映
- 『GREAT JOURNEY OF KARATE 4』 東映
- 『大いなる遺産 3 ～武術の旅人』 東映
- 『戦う! 中国武術』 BABジャパン

## 武術誌関連の執筆、掲載記事
- 『武術季刊誌《武術(うーしゅう)》』1992年夏号「温敬銘老師略伝」福昌堂出版社
- 『武術季刊誌《武術(うーしゅう)》』1993年夏号「中国武術の内外兼修とその哲学的基礎」福昌堂出版社
- 『武術季刊誌《武術(うーしゅう)》』1993年冬号「銬手翻子拳」福昌堂出版社
- 『武術季刊誌《武術(うーしゅう)》』1994年冬号「日本武道と中国武術いくつかの比較」福昌堂出版社
- 『武術季刊誌《武術(うーしゅう)》』1995年夏号「中国伝統哲学の知行合一と武術の攻撃特徴」福昌堂出版社
- 『武術季刊誌《武術(うーしゅう)》』2000年秋号「“以 武 会 友”」福昌堂出版社
- 『月刊秘伝』2015年5月号　「空手の聖地で名を馳せる実戦中国武術　宮平保」BABジャパン出版社
- 『月刊秘伝』2015年12月号　「特集　沖縄空手×中国武術　歴史的再会が導く“原点回帰”」BABジャパン出版社
- 『月刊秘伝』2017年1月号　「Jカンフー　空手聖地の実戦中国武術家　宮平保」BABジャパン出版社
- 『月刊秘伝』2017年7月号　「古流のエッセンス゛導く空手エボリューション　鼎談」BABジャパン出版社
- 『月刊秘伝』2017年9月号　「沖縄より来る実戦中国武術の息吹　宮平保」BABジャパン出版社
- 『月刊秘伝』2018年3月号　「宮平保×鄭旭旭　日中武術の明日」(対談記事)　BABジャパン出版社
- 『月刊秘伝』2018年5月号　「天行健中国武術館セミナー&掛け試し稽古会in沖縄」BABジャパン出版社
- 『月刊秘伝』2019年9月号　「中国武術の伝統的実戦力」BABジャパン出版社
- 『月刊秘伝』2020年4月号　「北派武術　達人伝の勁力と養成法」BABジャパン出版社